# Jane Stirling

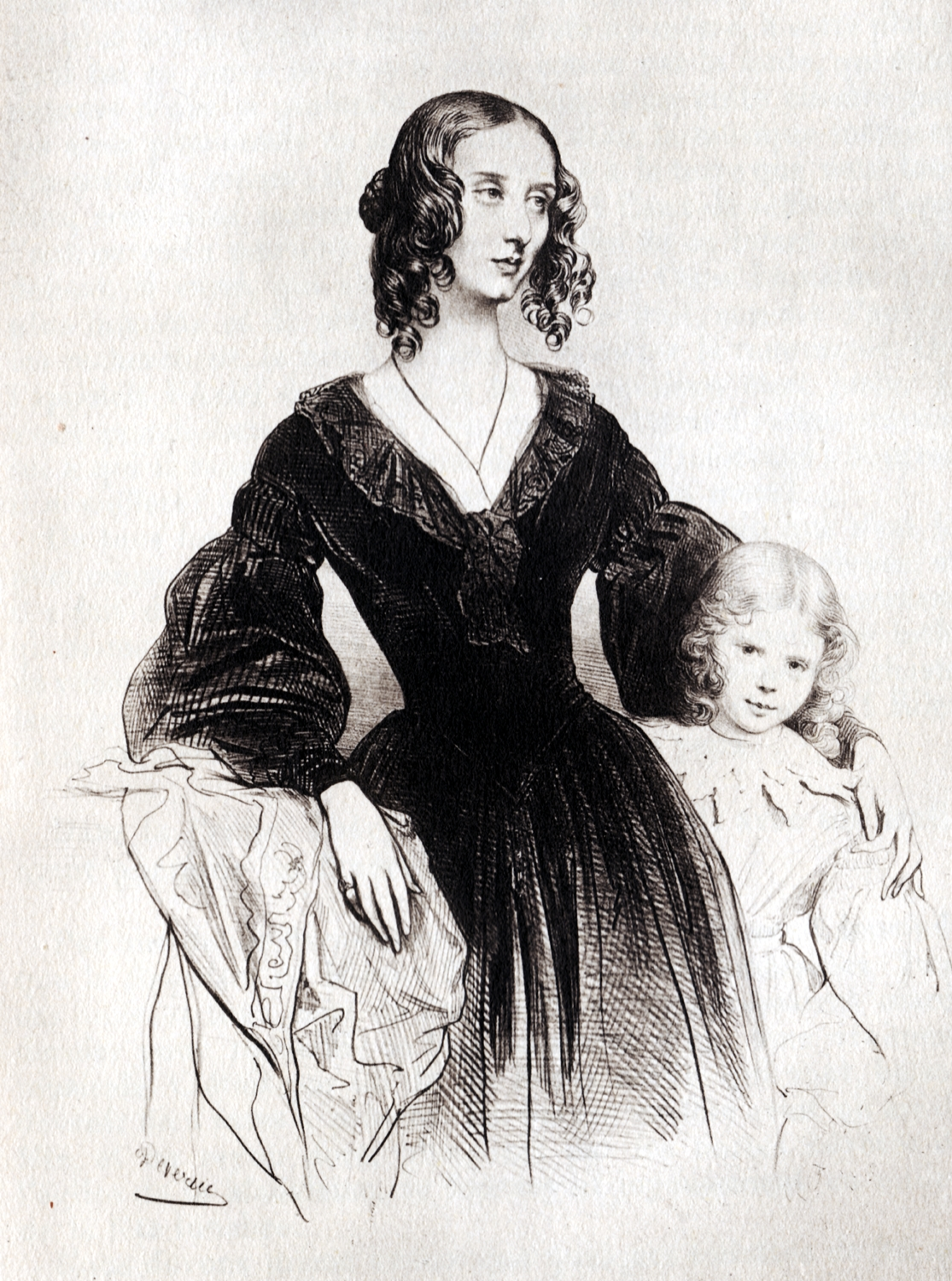
Achille Devéria: Jane Stirling

Jane Wilhelmina Stirling (* 15. Juli 1804 in Perthshire; † 6. Februar 1859 ebenda) war eine aus schottischem Adel stammende Schülerin Frédéric Chopins. Ihr aus einer Erbschaft stammender Reichtum ermöglichte es ihr, besonders in der letzten Lebensphase Chopins, materiell für ihren mittellosen Lehrer zu sorgen. Sie kümmerte sich in Zusammenarbeit mit Chopins Familie und Freunden um seinen Nachlass. Mit ihrer Hilfe konnte Chopin nach der Februarrevolution 1848 Paris verlassen. Sie organisierte bis zu seiner Rückkehr nach Paris Ende 1848 seine musikalischen und gesellschaftlichen Aktivitäten in England und Schottland. Ihr Eintreten für Chopin war von tiefer Zuneigung und einer selbstverständlichen Hilfsbereitschaft für den Nächsten geprägt.
Das Gerücht einer Verlobung zwischen Jane und Chopin entbehrt jeglicher Grundlage. Sie setzte sich auch für eine Veröffentlichung von Chopins nachgelassenen Werken ein, trotz dessen Verbot. Wesentliche Teile der heutigen Warschauer Chopin-Sammlung entstammen ihrem Besitz, den sie der Familie Chopins vermacht hatte.

## Leben
Stirling entstammte schottischem Adel. Sie war das jüngste von dreizehn Kindern. Sie verlor die Mutter im Alter von 12 und den Vater mit 16 Jahren. Das Erbe machte sie zu einer reichen jungen Frau. Sie wurde unter die Vormundschaft ihrer verwitweten Schwester Katherine Erskine gestellt, die beim Tod des Vaters 29 Jahre alt war. Jane Stirling war schlank und schön. Viele Verehrer hielten um ihre Hand an; sie solle ca. 30 Bewerber abgewiesen haben.
Seit 1826 teilten Jane und ihre Schwester ihr soziales Leben auf zwischen Schottland und Paris. Jane Stirling befasste sich nicht nur mit Musik und Kunst, sondern auch mit der Reform des Strafvollzugs, der Homöopathie und dem Konflikt zwischen Protestantismus und Katholizismus in Schottland.

### Schülerin und Förderin
Wann Jane Stirling und Chopin zusammentrafen, ist nicht mit Sicherheit bekannt. Als mögliche Daten werden 1843 und 1844 genannt. Dass sie eine talentierte Pianistin war, lässt sich aus Chopins Bemerkung zu ihr ableiten: „Vous jouerez un jour très, très bien“ („Eines Tages werden Sie sehr, sehr gut spielen“). 1849 übernahm Chopins Assistentin Vera Rubio-Kologrivoff den Unterricht. 1844 widmete Chopin Jane Stirling die zwei Nocturnes Op. 55. Als sie ihm den Wunsch bekannte, das Cellospiel zu erlernen, brachte Chopin sie mit seinem Freund, dem Cellisten Auguste Franchomme zusammen.
Die im Unterricht bei Chopin benutzten Exemplare seiner Werke, mit eigenhändigen Eintragungen des Komponisten, wurden später von dem französischen Musikwissenschaftler und Chopin-Biographen Édouard Ganche genutzt, um die Oxford-Edition von Chopins Werken zu erstellen. Sie arrangierte sein Konzert im Konzertsaal der Firma Pleyel am 16. Februar 1848. Dies war sein letztes Konzert in Paris. Es hatte Pläne für ein weiteres Konzert im März gegeben, aber in Paris brach die Februarrevolution 1848 aus. Viele Menschen flohen aus der Stadt; Chopin war plötzlich um seinen Lebensunterhalt als Klavierlehrer und Pianist gebracht.

### Konzertreise in Britannien
Jane und ihre Schwester schlugen Chopin eine Konzertreise nach England vor. Er war krank und wollte nicht reisen; aber weil er das Geld brauchte, das eine solche Reise einbringen würde, stimmte er schließlich zu. Sie verließen Paris am 20. April 1848. Durch Jane Stirling wurde Chopin mit der höheren Gesellschaft in England und Schottland bekannt. Bei einem privaten Anlass am 15. Mai spielte er ein Konzert, bei dem Queen Victoria und Prinz Albert anwesend waren. Anders als manchmal berichtet, wurde er in den Buckingham-Palast jedoch niemals eingeladen. Als im August die Saison in London zu Ende ging, nahm Chopin eine Einladung von Jane Stirling an, ihre Heimat Schottland zu besuchen. Nahe Edinburgh wohnten sie im Calder House, dem Schloss von Lord Torphichen, einem Schwager der Schwestern. Chopin musste ein anstrengendes Besuchsprogramm bei Jane Stirlings reichen Verwandten absolvieren, was zur Verschlechterung seines Gesundheitszustandes beitrug. Ende 1848 kehrte Chopin nach Paris zurück. Die Kosten für die Reise wurden von Jane Stirling übernommen.

### Erbwalterin

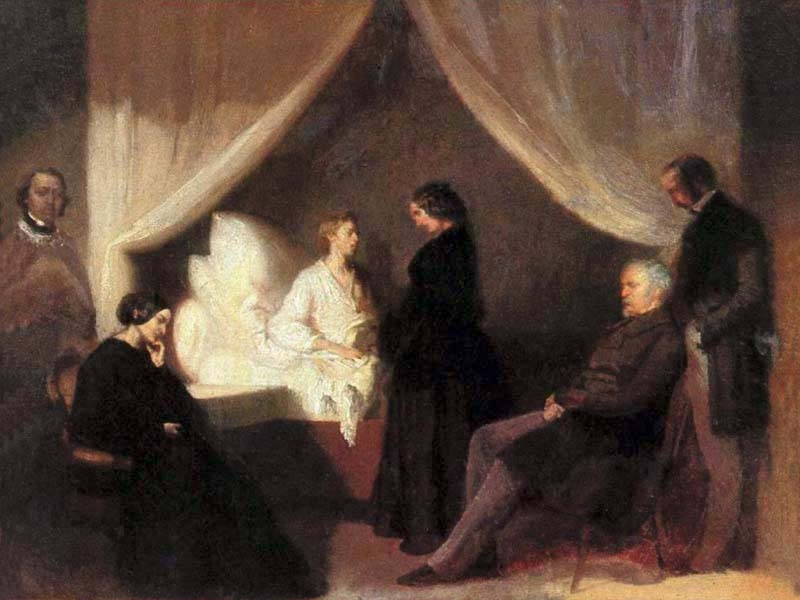
T. Kwiatkowski: Chopin auf seinem Totenbett

In Chopins letzten Lebenswochen beauftragte Jane Stirling den polnischen Künstler Teofil Kwiatkowski mit einem Ölgemälde von Chopin, das auch Chopins Schwester Ludwika Chopin-Jedrzejewicz, Marcelina Czartoryska und Grzymała einschloss.
Im September 1849, einen Monat vor seinem Tod, bezog Chopin eine Wohnung an der Place Vendôme No. 12 im 1. Arrondissement (Paris). Die zweigeschossige Wohnung mit sieben Räumen hatte zuvor die russische Botschaft beherbergt. Chopin konnte sie sich nicht leisten; aber Jane Stirling mietete sie für ihn.
Am 11. Dezember 1849 kaufte sie den Flügel, den Camille Pleyel Chopin zur Verfügung gestellt hatte. Sie bezahlte alle Kosten seines Begräbnisses, alle Reisekosten von Chopins Schwester Ludwika und ihrer Tochter Magdalena, und kam für die Kosten auf, um sein Klavier nach Warschau zu bringen. Sie kaufte alle restlichen Möbel und Wertgegenstände Chopins, einschließlich seiner Totenmasken, die Auguste Clésinger angefertigt hatte. Einige der Möbel ließ sie nach Calder House bei Edinburgh verbringen. Sie wurden in einem besonderen Raum gebracht, der dann als Chopin-Museum bekannt wurde. Sie sammelte auch verschiedene Manuskripte, Skizzen, Briefe und andere Papiere von seiner Handschrift, einschließlich handgeschriebener Kommentare, Varianten und Widmungen. Sie hatte eine beträchtliche Korrespondenz mit Ludwika Jędrzejewicz über die posthume Publikation einiger seiner bis dahin unpublizierten Werke. 25 dieser Briefe sowie etliche Andenken aus Jane Stirlings Chopin-Sammlung, die sie später Chopins Familie vermachte, befinden sich nun im Muzeum Fryderyka Chopina in Warschau.
Chopin hatte Jane Stirling erzählt, dass sie der einzige Mensch sei, der seinen richtigen Geburtstag kenne. Sie schrieb ihn auf und platzierte ihn in einer Schachtel, die mit ihm auf dem Friedhof Père-Lachaise begraben wurde. (Anm.: Chopins Mutter überlebte ihren Sohn um Jahre.) Am ersten Jahrestag seines Todes verstreute sie über Chopins Grab etwas polnische Erde, die sie von Ludwika erhalten hatte.
Nach Chopins Tod studierte Jane Klavier weiter bei Thomas Dyke Acland Tellefsen, einem Schüler Chopins.
Jane Stirling starb mit 54 Jahren an einer Ovarialzyste. Am 11. Februar 1859 wurde sie in der Dunblane Cathedral beigesetzt. Im Testament vermachte sie die Stücke ihres Museums Chopins Mutter, die ihren Sohn um 12 Jahre überlebte. 1863 wurde vieles davon im Januaraufstand zerstört. Im Ostrogski-Palast, dem Sitz des Frédéric-Chopin-Museum Warschau, ist eine Locke von Chopins Haar ausgestellt, die Jane Stirling verwahrt hatte.